# Pascal Gentil
Pascal Gentil (París, 15 de mayo de 1973) es un deportista francés que compitió en taekwondo. 
Participó en dos Juegos Olímpicos de Verano, Sídney 2000 y Atenas 2004, obteniendo una medalla de bronce en cada edición. Ganó una medalla de plata en el Campeonato Mundial de Taekwondo de 1995 y seis medallas en el Campeonato Europeo de Taekwondo entre los años 1994 y 2008.

## Palmarés internacional
| Juegos Olímpicos   | Juegos Olímpicos         | Juegos Olímpicos  | Juegos Olímpicos |
| Año                | Lugar                    | Medalla           | Categoría        |
| ------------------ | ------------------------ | ----------------- | ---------------- |
| 2000               | Sídney (Australia)       | Medalla de bronce | +80 kg           |
| 2004               | Atenas (Grecia)          | Medalla de bronce | +80 kg           |
| Campeonato Mundial |                          |                   |                  |
| Año                | Lugar                    | Medalla           | Categoría        |
| 1995               | Manila (Filipinas)       | Medalla de plata  | +83 kg           |
| Campeonato Europeo |                          |                   |                  |
| Año                | Lugar                    | Medalla           | Categoría        |
| 1994               | Zagreb (Croacia)         | Medalla de oro    | +83 kg           |
| 1996               | Helsinki (Finlandia)     | Medalla de plata  | +83 kg           |
| 1998               | Eindhoven (Países Bajos) | Medalla de oro    | +84 kg           |
| 2004               | Lillehammer (Noruega)    | Medalla de plata  | +84 kg           |
| 2005               | Riga (Letonia)           | Medalla de oro    | +84 kg           |
| 2008               | Roma (Italia)            | Medalla de plata  | +84 kg           |